# Johann Max Hinterwaldner
Johann Max Hinterwaldner (* 14. September 1844 in Schwaz; † 29. Mai 1912 in Graz) war ein österreichischer Pädagoge.

## Leben
Johann Max Hinterwaldner studierte an der Universität Innsbruck Naturgeschichte, Physik und Mathematik. 1863 wurde er Mitglied des Corps Rhaetia. 1866 nahm er am  Dritten Italienischen Unabhängigkeitskrieg in einer freiwilligen österreichischen Studentenkompanie teil. 1867 legte er die Lehramtsprüfung für Mittelschulen und 1870 für Bürgerschulen ab.
Zunächst im Jahre 1867 Supplent am Gymnasium Innsbruck war er von 1868 bis 1870 Professor an der Militäroberrealschule Rakovac. Von 1870 bis 1875 war er Hauptlehrer an der Lehrer- und Lehrerinnenbildungsanstalt Innsbruck und von 1875 bis 1904 Gymnasialprofessor in Wien. Ab 1872 war er Mitglied der Prüfungskommission für Volks- und Bürgerschulen. 1882 wurde er Bezirksschulinspektor für den Bezirk Hernals und 1887 für die Wiener Leopoldstadt. 1904 trat er in den Ruhestand.
Hinterwaldner gründete in Wien die ersten externen Schulen Österreich-Ungarns für blinde, taubstumme und geistig behinderte Kinder. Von 1893 bis 1912 war er Herausgeber der Zeitschrift für das österreichische Volksschulwesen. Er publizierte über pädagogisch-didaktische Themen und schulorganisatorische Fragestellungen. Wissenschaftlich widmete er sich der Botanik und Zoologie.

## Auszeichnungen
- Johan Max Hinterwaldner erhielt den Ehrentitel Schulrat

## Werk
- Systematisches Verzeichnis der bis jetzt bekannten Tiroler Lepidopteren. In: Programm des Staatsgymnasiums zu Innsbruck, 19. Jahrgang, 1868
- Wegweiser für Naturaliensammler, 1889
- Lehrer (Lehrerin) mit Hochschulbildung. In: Was soll ich werden? 8. Jahrgang, 1905
- Realienbücher für die österreichischen allgemeinen Volksschulen, 4 Bände, 1903–1905 (Herausgeber und Mitverfasser)
- J. M. Hinterwaldner, K. Rosenberg: Swoboda-Mayers Naturlehre für Bürgerschulen, 1898 ff. (Bearbeiter)